# الرباب بنت امرؤ القيس
الرباب بنت امرؤ القيس، هي زوجة الحسين بن علي، وأنجبت له سكينة وعبد الله،  وصفيه  وخوله 
محمد وفاطمة الكبرى ورقية أيضاً. حضرت الرباب واقعة الطف، وقد قتل ابنها عبد الله فيها، قتلهُ حرملة بن كاهل، وبعد واقعة الطف أسرت الرباب هي وابنتاها سكينة ورقية. وتقول بعض الروايات أنها بقيت في كربلاء عند مدفن زوجها الحسين لمدة سنة، ثمّ رجعت إلى المدينة. توفيت الرباب عام 62 هـ.

## النسب
- أبوها: امرؤ القيس بن عدي بن أوس بن جابر بن كعب بن عليم بن هبل بن عبد الله بن كنانة الكلبي.[9]
- أمها: هند الهنود بنت الربيع بن مسعود بن مصاد (مروان) بن حصن (حصين) بن كعب بن عليم بن كليب.[10][11]
- أخواتها: ذكرت المصادر التاريخية أن لها أختين وهما:
  1. محياة بنت امرئ القيس: ولدت نحو سنة 3.ق.هـ. تزوجها علي بن أبي طالب نحو عام 19 هـ في المدينة المنورة، فأنجبت له أم يعلى. هلكت وهي جارية لم تبرز، توفيت محياة عام 20 هـ.[12][13]
  2. سلمى بنت امرئ القيس: وقيل اسمها زينب[14]، تزوجها الحسن بن علي ولم تنجب له،[15] وجاء في هامش دائرة المعارف الحسينية: «جاء في أنساب الأشراف «زينب» وربما سماها الحسن بعد ذلك زينب، وفيه أنها لم تلد للحسن عليه السلام.».[16]

## زواجها وأبناؤها
تزوجها الحسين بن علي بن أبي طالب. وهو سبط الرسول محمد، والإمام الثالث عند الشيعة. ولد سنة 3 هـ 4 هـ في المدينة المنورة. أطلق عليه النبي محمد لقب سيد شباب أهل الجنة فقال: «الحسَنَ والحُسَيْنَ سيِّدا شبابِ أَهْلِ الجنَّةِ»، وهو خامس أصحاب الكساء. كنيته أبو عبد الله. ويلقب بـ«سيد الشهداء»، وقد استشهد في واقعة الطف يوم العاشر من محرم الحرام سنة 61 هـ.

### خطبتها وزواجها
روى ابن حجر العسقلاني في الإصابة: « قلت وروينا قصته في أمالي ثعلب قال حدثنا بن شبيب حدثنا الزبير حدثني علي بن صالح عن أبي المثنى أمية أخبرني عبد الله بن حسن حدثني خالي عبد الجبار بن منظور حدثني عوف بن خارجة قال إني والله لعند عمر في خلافته إذ أقبل رجل أمعر يتخطى رقاب الناس حتى قام بين يدي عمر فحياه بتحية الخلافة فقال من أنت قال امرؤ نصراني وأنا امرؤ القيس بن عدي الكلبي فلم يعرفه عمر فقال له رجل هذا صاحب بكر بن وائل الذي أغار عليهم في الجاهلية قال فما تريد قال أريد الاسلام فعرضه عليه فقبله ثم دعا له برمح فعقد له على من أسلم من قضاعة فأدبر الشيخ واللواء يهتز على رأسه قال عوف ما رأيت رجلا لم يصل صلاة أمر على جماعة من المسلمين قبله قال ونهض علي وابناه حتى أدركه فقال له أنا علي بن أبي طالب بن عم النبي صلى الله عليه وسلم وهذان ابناي من ابنته وقد رغبنا في صهرك فأنكحنا قال قد أنكحتك يا علي المحياة ابنة امرئ القيس وأنكحتك يا حسن سلمى بنت امرئ القيس وأنكحتك يا حسين الرباب بنت امرئ القيس».
وروى البلاذري في أنساب الأشراف: «حدثني عباس بن هشام الكلبي، عن أبيه عن جده عن عبد الله ابن حسن بن حسن، عن عبد الجبار بن منظور بن ريان الفزاري، عن عوف بن حارثة المري قال: بينا نحن عند عمر إذا قيل إمرئ القيس بن عدي بن أوس بن جابر بن كعب ابن عليم بن جناب الكلبي فإذا رجل امعر أجلى فوقف على عمر فقال: يا أمير المؤمنين إني أحببت الإسلام فاشرحه لي. قال: ومن أنت؟ قال: أنا إمرئ القيس بن عدي بن أوس العليمي من كلب. فقال عمر: أتعرفونه؟ قالوا: هذا الذي أغار على بكر بن وائل، وهو أسر الدعاء بن عمرو. أخا مفروق بن عمرو. فشرح له عمر الإسلام فأسلم وعقد له على جنود قضاعة، فلم ير رجل قبله لم يصل قط عقد له على مسلمين- فخرج يهتز لواؤه بين يديه، فأدركه علي فأخذ بمنكبيه وقال: يا عم أنا علي ابن أبي طالب ابن عم النبي صلى الله عليه وسلم وهذان ابناي الحسن والحسين أمهما فاطمة بنت رسول الله صلى الله عليه وسلم وقد أحببت مصاهرتك لنفسي ولهما فزوجنا. قال: نعم ونعمة عين وكرامة، قد زوجتك يا أبا الحسن المحياة بنت امرئ القيس، وزوجت حسناً زينب، وزوجت حسيناً الرباب بنت امرئ القيس.».

### الأبناء
أنجبت للحسين:
1. فاطمة الكبرى، ذكرها الكرباسي وغيره وقال بأنها ولدت عام 20 هـ وأن أمها الرباب بنت امرئ القيس.[27][28]
2. سكينة، ولدت عام 42 هـ، تزوجت من ابن عمها عبد الله الأكبر بن الحسن، حضرت واقعة الطف وأسرت، توفيت سكينة سنة 117 هـ بالمدينة ودفنت في البقيع.
3. رقية، اُختلف في أُمها، فذكرت بعض المصادر أن أمها هي الرباب بنت امرئ القيس وقد ولدت عام 57 هـ، حضرت واقعة الطف وأسرت، توفيت بدمشق عام 61 هـ، ودفنت في المكان المعرف بـ«حرم السيدة رقية».[29][30][31][32][33][34][35][36]
4. محمد، ذكره ابن شهر آشوب، ومحمد بن جرير الطبري الإمامي، وذكروا أنه قُتِلَ في كربلاء،[37][38][39] ولكن القاضي أبو حنفية النعمان وابن قتبية ذكروه في جملة الأسرى من آل الرسول ،[40][41][42] وقد نفى الكرباسي وجوده.[40]

1. عبد الله، ذكرت بعض المصادر أنه ولد سنة 61 هـ في الطف.[28] وقد قتل في معركة كربلاء سنة 61 هـ، قتلهُ حرملة بن كاهل.[28]

## حب الحسين لها
كان زوجها الحسين بن علي يحبّها حبّاً شديداً، وقال الحسين فيها وفي ابنتها سكينة:

## في كربلاء
حضرت الرباب واقعة الطف هي وبنتيها سكينة ورقية، وقد ودعها زوجها الحسين بن علي حيث قال: «يا أختاه، يا أم كلثوم! وأنت يا زينب! وأنت يا فاطمة! وأنت يا رباب! إذا أنا قتلت فلا تشققن علي جيبا ولا تخمشن علي وجها ولا تقلن هجرا».
وعن مصقلة الطحان قال: سمعت أبا عبد الله  يقول: «لما قتل الحسين عليه السلام أقامت امرأته الكلبية عليه مأتما وبكت وبكين النساء والخدم حتى جفت دموعهن و ذهبت فبينا هي كذلك إذا رأت جارية من جواريها تبكي ودموعها تسيل فدعتها» فقالت لها: «مالك أنت من بيننا تسيل دموعك؟» قالت: «إني لما أصابني الجهد شربت شربة سويق» قال: «فأمرت بالطعام والأسوقة فأكلت وشربت وأطعمت وسقت» قال: «واهدي إلى الكلبية جؤنا لتستعين بها على مأتم الحسين عليه السلام فلما رأت الجؤن» قالت: «ما هذه؟» قالوا: «هدية أهداها فلان لتستعيني على مأتم الحسين» فقالت: «لسنا في عرس، فما نصنع بها؟» ثم أمرت بهن فأخرجن من الدار فلما أخرجن من الدار لم يحس لها حس كأنما طرن بين السماء والأرض ولم ير لهن بها بعد خروجهن من الدار أثر.
وهي التي أقامت على الروضة المكرمة للحسين في كربلاء حولا ثم أنشدت هذا البيت:
بعد واقعة الطف أسرت الرباب وبنتيها سكينة ورقية، وقالت الرباب ترثي الحسين:
ولما رأت رأس الحسين في مجلس ابن زياد صاحت وأخذت الرأس ووضعته في حجرها وقبّلته وقالت:
واستشهدت رقية في الشام، وثم رجعت الرباب وسكينة إلى المدينة، وذكر ابن كثير الدمشقي أنهم أكرموا آل بيت الحسين وردوهم إلى المدينة. وتذكر بعض الروايات أنها بقيت في كربلاء عند مدفن الحسين لمدة سنة، ثمّ رجعت إلى المدينة، قال ابن الأثير: «وقيل إنها أقامت على قبره سنة وعادت إلى المدينة». لكن القاضي الطباطبائي يعتقد بأنّ الرباب قد أقامت العزاء على الحسين في المدينة، وليس في كربلاء، ويقول: مما لا يليق بشأن الإمامة أن يسمح لها الامام السجاد بذلك، أو أن ترضى بالبقاء وحيدة ولمدة سنة في أرض كربلاء، كما لم يؤكد أحد أن هذه السيدة الجليلة، قد بقيت إلى جانب القبر، ولم يفصح ابن الأثير عن اسم شخص قائل بهذا القول.

## حزنها على الحسين ووفاتها
خطبها الأشراف من قريش بعد شهادة الإمام الحسين بن علي فقالت: «ما كنت لأتّخذ حماً بعد رسول الله». وكانت الرباب حزينة على الحسين، قال ابن عساكر: «وعاشت بعده سنة لم يظلها سقف بيت حتى بليت وماتت كمدا». وقال القرماني: «ولمّا رجعت إلى المدينة أقامت فيها لا تهدأ ليلاً ولا نهاراً من البكاء على الحسين(عليه السلام)، ولم تستظلّ تحت سقف حتّى ماتت بعد قتله كمداً».
وتوفيت الرباب عام 62 هـ في المدينة المنورة ودفنت في البقيع.